# Троицкий сельский совет (Петропавловский район)
Троицкий сельский совет (укр. Троїцька сільська рада) — входит в состав
Петропавловского района
Днепропетровской области
Украины.
Административный центр сельского совета находится в 
с. Троицкое.

## Населённые пункты совета
- с. Троицкое